# Bahía de Botany
Bahía de Botany (en inglés: Botany Bay) es una ensenada del océano Pacífico Sur ubicada en la costa sudeste de Australia. Administrativamente, pertenece al estado de Nueva Gales del Sur.
Localizándose al sur de Sídney al salir de Port Jackson, cuenta con aproximadamente diez kilómetros de extensión. Sus costas están rodeadas por los suburbios de Sídney.

## Historia
La bahía fue el escenario del primer desembarco de europeos en Australia, ocurrido en 1770, cuando arribó a ella el capitán James Cook; este le dio el nombre de «Botany» (Botánica) por su gran variedad de plantas.
Botany fue elegida en 1787 como el emplazamiento para una colonia penal, sin embargo la bahía fue descartada a la llegada de los colonos al lugar, realizándose el asentamiento en Port Jackson.